# Аник, Бен
Бенджамин Роберт (Бен) Аник (англ. Benjamin Robert "Ben" Alnwick; род. 1 января 1987, Прадхо) — английский футболист, вратарь. Брат Джек Аника, также футбольного вратаря, который в настоящее время выступает за «Кардифф Сити».

## Карьера
Дебютировал в составе «Сандерленда» в сезоне 2004/05, когда травму получил основной вратарь Томас Мюре. Провёл три матча в концовке сезона, по результатам которого «Сандерленд» победил в чемпионате Футбольной лиги и вышел в Премьер-лигу. В ноябре 2005 года Аник было стал основным вратарём, но вскоре его заменил Кельвин Дэвис. После того как Дэвис перешёл в «Саугемптон», Аник стал основным вратарём. Но вскоре тренером клуба стал Рой Кин, который не доверял Анику и поставил в ворота Даррена Уорда.
В начале января 2007 года Бен перешёл в «Тоттенхэм Хотспур» за 900 000 фунтов стерлингов. В основной состав клуба он не пробился, играл в аренде в клубах низших лиг («Лутон Таун», «Лестер Сити», «Карлайл Юнайтед», «Норвич Сити»). В составе «Тоттенхэма» впервые сыграл в январе 2009 года — сначала в матче Кубка лиги против «Бернли» (2:3), через несколько дней в Кубке Англии против «Манчестер Юнайтед» (1:2). В следующий раз сыграл за лондонцев только в мае 2010 года против «Бернли» в Премьер-лиге (2:4).
4 июля 2012 года голкипер на правах свободного агента подписал двухлетний контракт с клубом «Барнсли». Позже выступал за «Чарльтон Атлетик» и «Лейтон Ориент». Летом 2014 года стал игроком «Питерборо Юнайтед». Летом 2016 года Аник заключил с «Питерборо» новый контракт на три года, но уже в конце августа попросил руководство отпустить его из клуба, сославшись на личные причины. 31 августа он перешёл в «Болтон Уондерерс» на правах свободного агента, заключив с клубом контракт на два года.